# 官下站
官下站（韓語：관하역）是朝鮮民主主義人民共和國平安南道北仓郡的一個鐵路車站，属于官下线。

## 邻近车站
官下线
北仓站 - 官下站